# Jean Meyer (historicus)

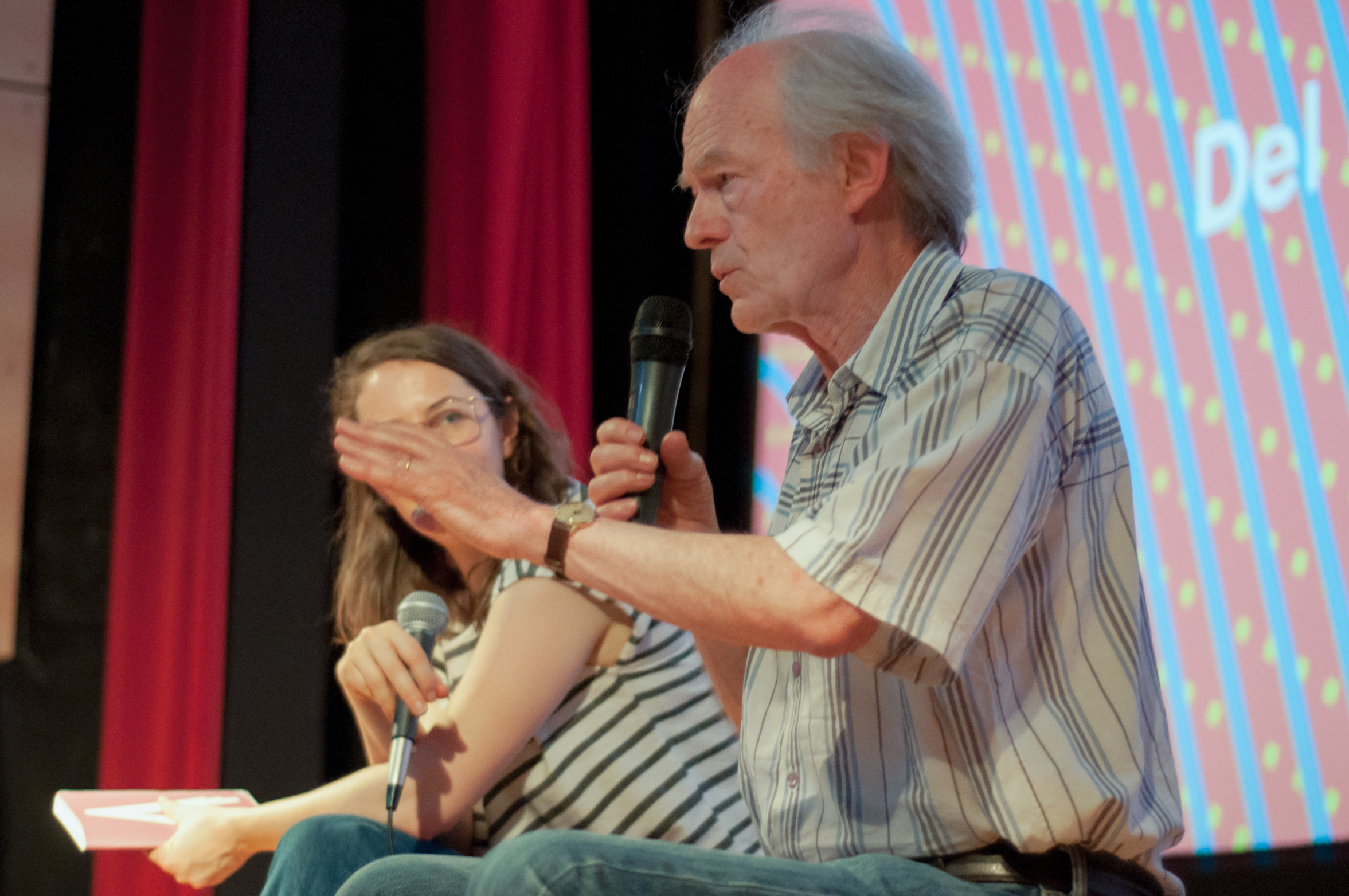
Jean Meyer in 2019

Jean Meyer Barth (Nice, 8 februari 1942) is een Frans-Mexicaans historicus.
Meyer studeerde geschiedenis aan de Sorbonne. Hij heeft gedoceerd in verschillende Franse en Mexicaanse universiteiten, en is stichter van het Instituut voor Mexicaanse Studies aan de Universiteit van Perpignan. Meyer houdt zich vooral bezig met de sociaal-economische geschiedenis van Mexico, en is bekend wegens zijn werken over de Cristero-oorlog. Meyer is lid van de Mexicaanse Academie van de Geschiedenis (AMH).